# 伊勢市倉田山公園野球場

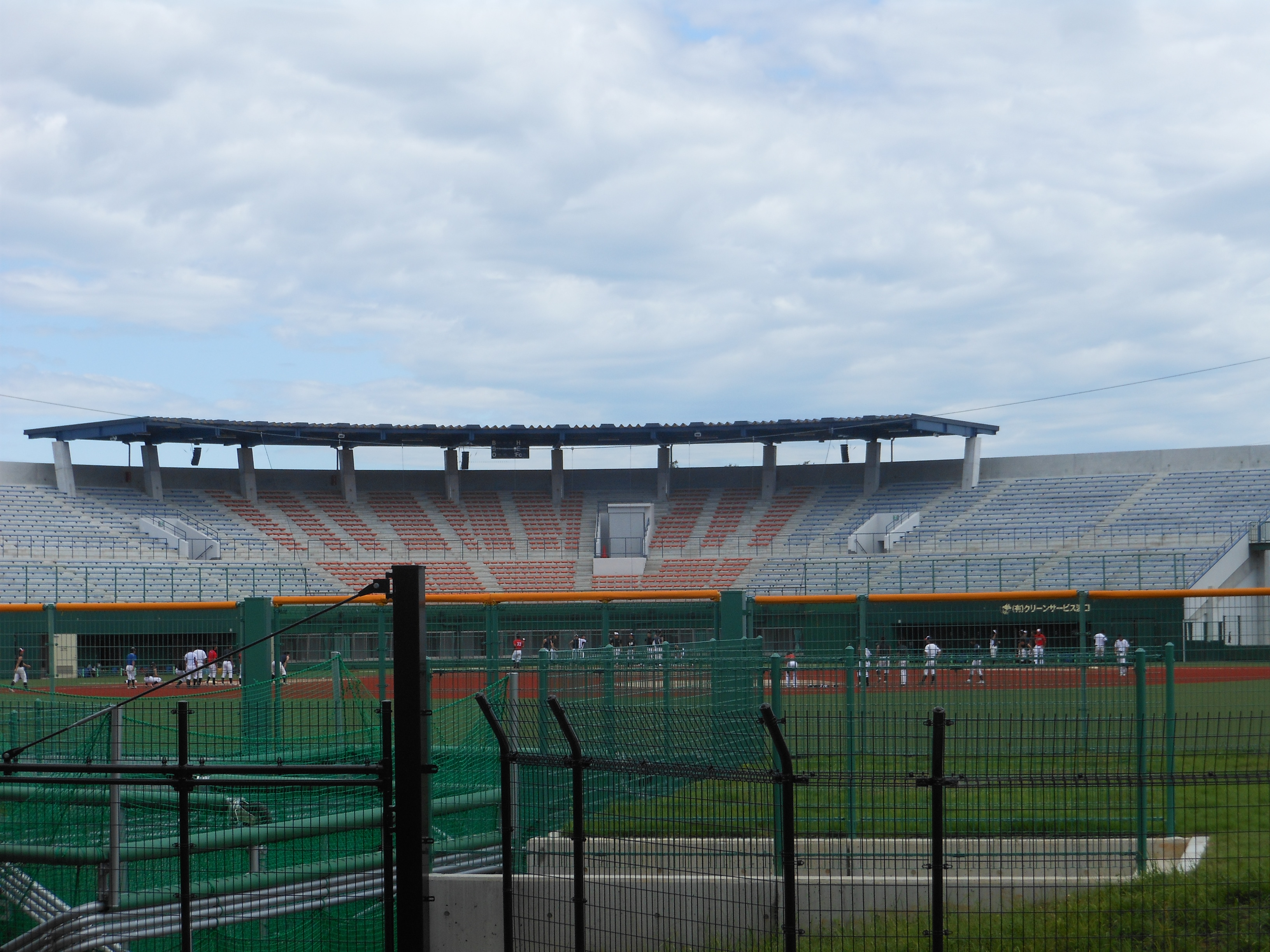
グラウンド

伊勢市倉田山公園野球場（いせしくらたやまこうえんやきゅうじょう）は、三重県伊勢市にある硬式野球場である。サイトによっては「伊勢市野球場」、「伊勢市営球場」などと記されるが、この球場を指す。伊勢市随一の硬式野球場である。

## 概要

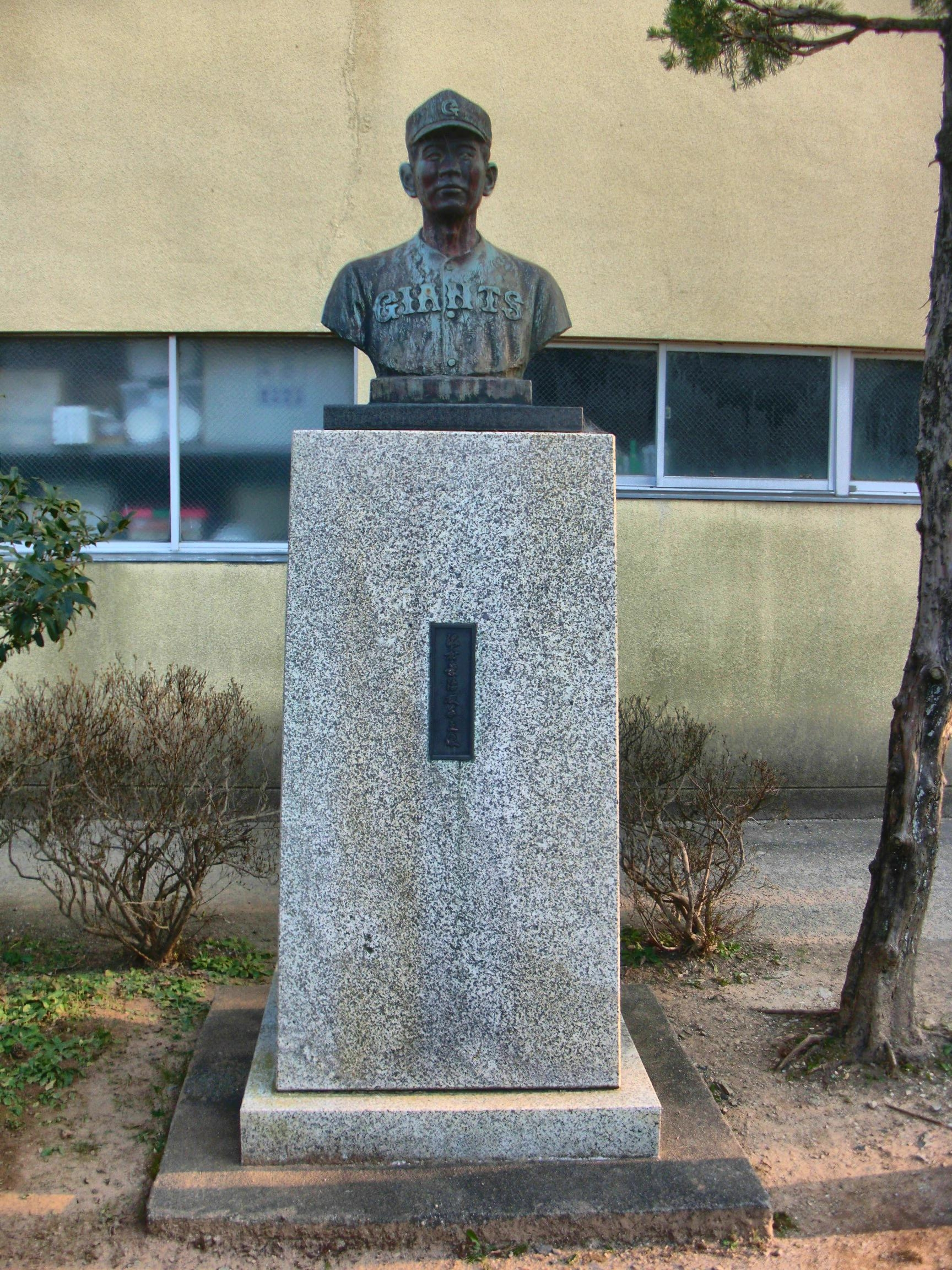
沢村栄治選手像
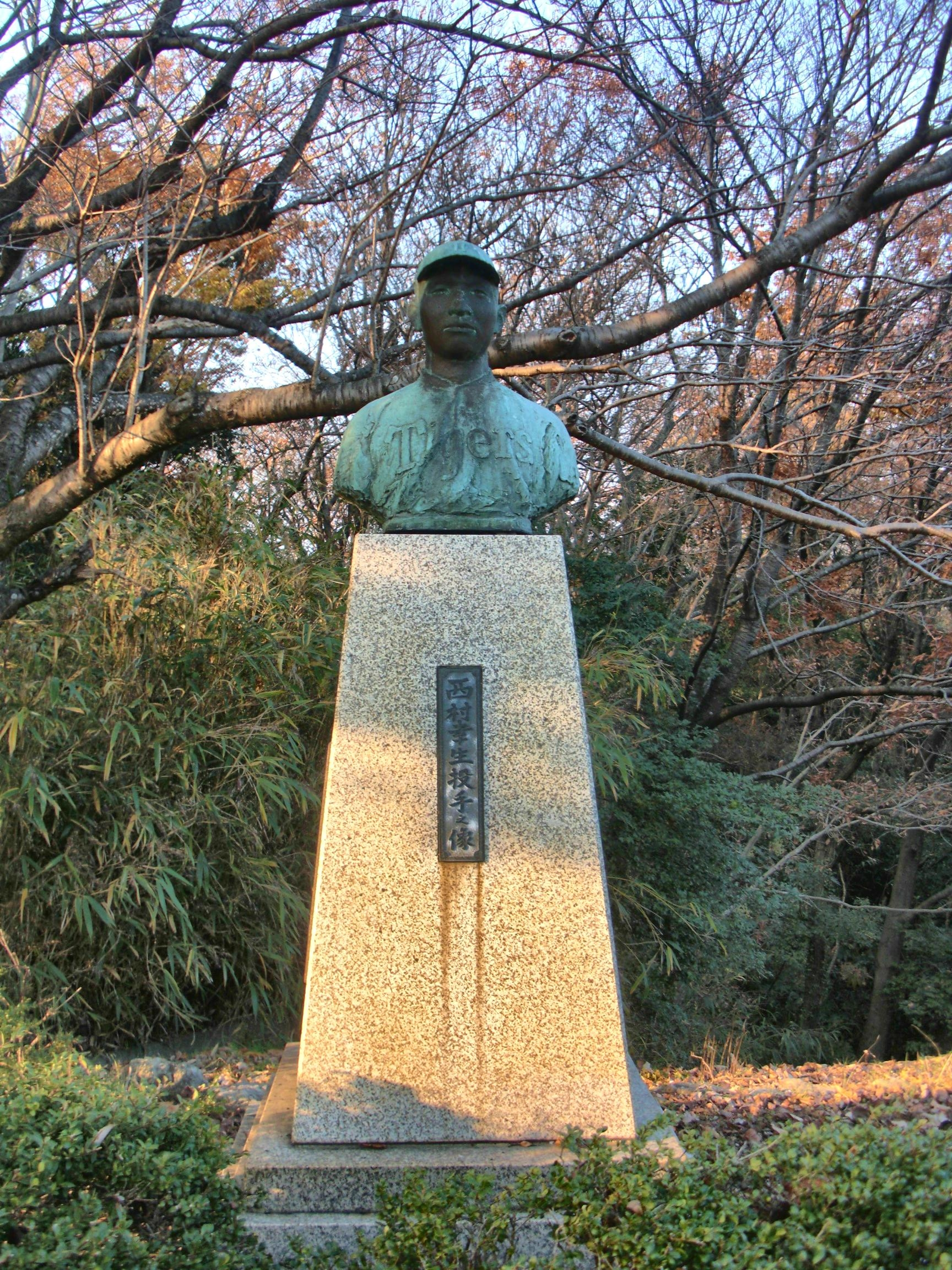
西村幸生選手像

伊勢市の中心地からそれほど離れておらず、小高い丘になっている倉田山公園の入り口に建っている。球場入り口には野口みずきの名を冠したランニングコースがある。
球場のサイズとしては平均的なサイズで、公認野球規則で規定されている規格を満たしている。ファウルグラウンドにブルペンが設けられている関係もあり、ファウルグラウンドは膨らみがあり他の球場に比べて広い。
2010年から2011年まで、三重スリーアローズ（ジャパン・フューチャーベースボールリーグ→四国アイランドリーグplus）が主催試合を行った。また、2012年にはこの年だけ関西独立リーグのリーグ戦に参加した大和侍レッズも主催試合を実施している。
2012年11月1日より改修工事が施行された。スコアボードを磁気反転式からLED方式に更新、スタンドの改築による室内練習場設置・バリアフリー対応（エレベーター設置など）、観客席の交換・増設（8,200人→10,122人に）、グラウンド排水設備の設置、全面人工芝化などである。事業費は10億5899万円であった。2014年（平成26年）3月にオープニングセレモニー・イベントを行った。4月から一般供用が開始されている。
正面入り口には通路を隔てて、戦前のプロ野球の代表的なエース投手として知られた沢村栄治（東京巨人軍）と西村幸生（大阪タイガース→阪神軍）の胸像が相対して建てられている。これは両者が共に現・伊勢市に当たる宇治山田市出身であることにちなんでおり、この縁と、2014年は読売ジャイアンツ（巨人）創設80周年（阪神タイガースは2015年に創設80周年）を迎えること、並びに球場改修竣工を記念して、2014年3月10日にプロ野球オープン戦・巨人対阪神の試合が行われた。なお伊勢市では、宇治山田市時代の1948年に市営山田球場で、両名の戦没追悼記念試合が開催されているとする記録が残っている。試合当日、巨人は原辰徳監督以下、全選手・コーチ陣が生前の沢村の背番号14番（永久欠番）、阪神も和田豊監督以下、全選手・コーチ陣が生前の西村の背番号19番のユニフォームをそれぞれ着用した。この事例は巨人・阪神共に球団初の試みであるが、過去に埼玉西武ライオンズが2012年に稲尾和久（西鉄時代所属）の現役時代の背番号24番をつけた例がある。
当球場でのプロ野球1軍の公式戦は、1972年8月27日に行われた近鉄バファローズ対南海ホークス戦が唯一の記録である（4-0で近鉄の勝利）。オープン戦としても、1軍の試合は1977年3月3日の近鉄対中日ドラゴンズ以来37年ぶりのことだった。
2017年4月より命名権を市内に本社を置く飲食業「ダイム」が取得、「ダイムスタジアム伊勢」の名称となる。またこれに先駆け、同年3月22日に、沢村栄治の生誕100周年記念特別試合として、巨人対北海道日本ハムファイターズ戦のオープン戦を挙行することが決まった・。この試合でも巨人は高橋由伸監督以下全選手・コーチ陣は沢村の生前の背番号14番で試合に臨み、これらは試合後、伊勢市内のすべての県立・市立（公立）の小・中学校に寄贈されることが決まった。巨人は「子供たちに、地元・伊勢市が生んだ英雄・沢村栄治を知ってもらい、故郷の誇りを持ってほしい」としている。

## 施設概要
- 両翼:97.5m
- 中堅:122m
- 内野・外野:ともに人工芝[2]
- 照明:4基
- 収容人員:10,122人（メインスタンド 3,800人、内野スタンド・外野スタンド 計6,322人）[3][2]
- スコアボード:フルカラーLEDによる電光式[3][2]

## アクセス
- JR・近鉄 伊勢市駅または近鉄宇治山田駅から三重交通バスで「イオン伊勢店（松尾観音経由を除く）」、「伊勢病院前」、「山商前」のいずれかに乗車、「河口外科前」で下車し徒歩5分（球場の正面側）。または、「イオン伊勢店（松尾観音経由）」に乗車し、「松尾観音」で下車し徒歩5分（球場の裏側）。
- 近鉄宇治山田駅から徒歩20分。

## 周辺
- 松尾観音寺
- 三重交通伊勢営業所
- 三重県立伊勢まなび高等学校
- マックスバリュ神田久志本店